# Kühtai
Kühtai este un sat din comuna Silz, districtul Imst, landul Tirol, Austria.
Se află la o altitudine de 2.017 m deasupra nivelului mării. Populația este de 28 locuitori, determinată în 1 ianuarie 2021.